# Alexandre Lippmann
Alexandre Auguste Lippmann (født 11. juni 1880 i Paris, død 23. februar 1960 smst.) var en fransk fægter, som deltog i tre olympiske lege før og efter første verdenskrig.

## Fægtekarriere
Lippmanns favoritvåben var kårde, og hans første OL var i 1908 i London. I den individuelle kårdekonkurrence var franskmændene fuldstændig overlegne og tog alle tre medaljeplaceringer. Lippmann vandt sikkert sine puljer i både første og anden runde, mens han i semifinalen blev nummer tre, men trods alt kom i finalen, som havde otte deltagere. Her vandt hans landsmand, Gaston Alibert, idet han som den eneste vandt fem kampe, mens Lippmann sammen med to andre hver vandt fire. I kampen om de to øvrige podieplaceringer vandt Lippmann over såvel sin landsmand Eugène Olivier som over briten Robert Montgomerie, der også tabte til Olivier, og dermed fik Lippmann sølv og Olivier bronze. I kårdeholdturneringen var franskmændene derfor storfavoritter, og holdet vandt 10-6 over Danmark i kvartfinalen, og i semifinalen (her uden Lippmann) 11-4 over Storbritannien. Finalen mod Belgien blev en mere tæt affære, hvor franskmændene dog levede op til favoritværdigheden og vandt 9-7. I finalen stille franskmændene med de tre individuelle medaljevindere suppleret med Bernard Gravier. De øvrige fægtere på holdet var H. Georges Berger, Charles Collignon og Jean Stern.
Ved OL 1920 i Antwerpen stillede Lippmann igen op i både den individuelle konkurrence og for hold. Individuelt var franskmændene også her overlegne og tog alle tre medaljer. Lippmann kvalificerede sig fra indledende runde, kvartfinalen og semifinalen, og i finalen med tolv deltagere vandt franske Armand Massard ni kampe, hvilket gav ham guld, mens Lippmann vandt syv og fik sølv og Gustave Buchard fik bronze med seks sejre. I holdkonkurrencen vandt Frankrig alle sine tre kampe i første runde, men i finalerunden blev det til nederlag på 6-10 til Italien, der vandt alle sine kampe og dermed fik guld, samt til Belgien med 6-8. Belgien vandt i alt fire kampe og fik sølv, mens Frankrig og Portugal begge vandt to kampe, og deres indbyrdes kamp endte uafgjort; derpå vandt Frankrig bronze, da de havde haft flere træffere end portugiserne. Ud over de tre individuelle medaljevindere stillede Frankrig med Georges Trombert, Georges Casanova, Louis Moreau og Gaston Amson.
Ved OL 1924 på hjemmebane i Paris stillede Lippmann kun op i holdkonkurrencen. Frankrig gik videre fra indledende runde, kvart- og semifinale, og i finalen med fire hold vandt de alle deres tre kampe og sikrede sig dermed guldet (selv om deres kamp mod Italien kun blev afgjort på antallet af træffere). Belgien deres øvrige to kampe og fik sølv, mens Italien fik bronze. Lippmann kæmpede i indledende runde, semifinalen og finalen, og de øvrige fægtere på holdet var Lucien Gaudin, Géo Buchard, Roger Ducret, Georges Tainturier, André Labatut og Robert Liottel.
Han var desuden fransk mester i kårde i 1909. Han blev optaget i den jødiske sports hall of fame i 1984.

## Familie
Lippmann var barnebarn af forfatteren Alexandre Dumas den yngre og oldebarn af hans far, Alexandre Dumas den ældre. Selv var Lippmann kunstmaler.